# Parafia św. Bartłomieja w Hażlachu
Parafia św. Bartłomieja w Hażlachu – parafia rzymskokatolicka w Hażlachu. Należy do dekanatu Goleszów diecezji bielsko-żywieckiej. W 2005 zamieszkiwało ją niespełna 1400 katolików.
Pierwszy kościół parafialny powstał w Hażlachu prawdopodobnie ok. 1300 roku, lecz parafię wzmiankowano dopiero w spisie świętopietrza z 1447. Nowa świątynia wzniesiona została w latach 1904–1906. W 1932 reerygowano parafię i rozebrano miejscowy kościół drewniany.

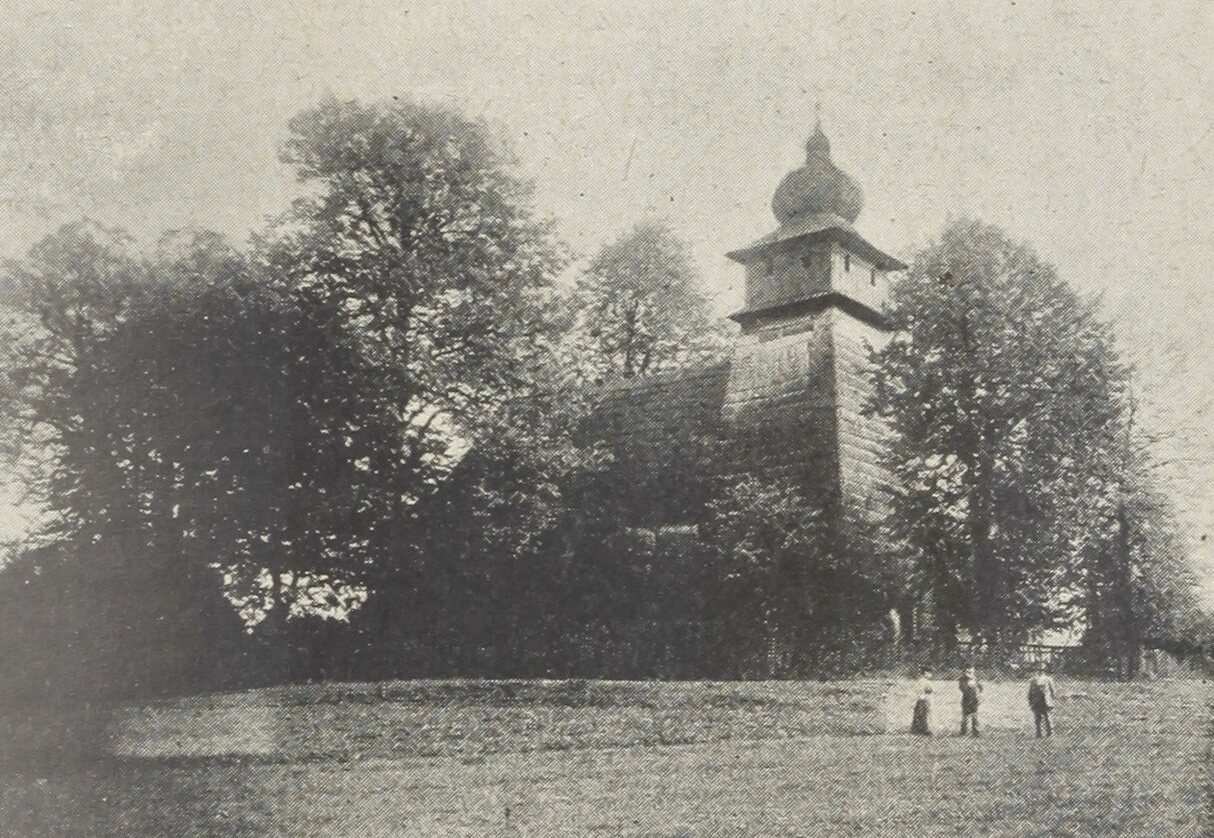
Dawny kościół przed 1932